# Escut de Corbera de Llobregat
|  | Per a altres significats sobre escut de Corbera, vegeu «Escut de Corbera (desambiguació)». |

L'escut oficial de Corbera de Llobregat té el següent blasonament:
Escut caironat: d'or, un corb de sable. Per timbre una corona de baró.

## Història
Va ser aprovat el 13 d'octubre de 1988 i publicat al DOGC l'11 de novembre del mateix any amb el número 1067.
El corb de sable sobre camper d'or són les armes parlants dels barons de Corbera.